# مارك سينجر
مارك سينجر (بالإنجليزية: Marc Singer)‏ هو صانع أفلام وثائقية ومخرج أمريكي، ولد في 1973.

## وصلات خارجية
- مارك سينجر على موقع IMDb (الإنجليزية)
- مارك سينجر على موقع أول موفي (الإنجليزية)
- مارك سينجر على موقع قاعدة بيانات الفيلم (الإنجليزية)
- مارك سينجر على موقع كينوبويسك (الروسية)